# 49e cérémonie des Tony Awards
La 49e cérémonie des Tony Awards a eu lieu le 4 juin 1995 au Minskoff Theatre de Broadway et fut retransmise sur CBS. La cérémonie récompensait les productions de Broadway en cours pendant la saison 1994-1995.

## Cérémonie
La cérémonie a été présentée par Glenn Close, Gregory Hines et Nathan Lane.

### Prestations
Le numéro d'ouverture "Broadway Songs We've Never Done, and Never Will" fut chanté par Gregory Hines et Nathan Lane.
Lors de la soirée, plusieurs personnalités se sont succédé pour la présentation des prix dont ; Maria Conchita Alonso, Lauren Bacall, Alec Baldwin, Carol Burnett, Red Buttons, Walter Cronkite, Jim Dale, Laurence Fishburne, Gloria Foster, Michele Lee, Lonette McKee, Robert Morse, Sarah Jessica Parker, Jon Secada, Patrick Stewart, Elaine Stritch, Marlo Thomas, Kathleen Turner, Joan Van Ark.
Plusieurs spectacles musicaux présentèrent quelques numéros en live :
- Smokey Joe's Cafe - "On Broadway" - Les Hommes ;
- How to Succeed in Business Without Really Trying - "Brotherhood of Man" - Matthew Broderick, Lillias White et la troupe ;
- Show Boat -  "Kim's Charleston" - Elaine Stritch, Tammy Amerson et la troupe;
- Sunset Boulevard - "As If We Never Said Goodbye - Glenn Close et la troupe.

Un numéro spécial "Broadway Across America" fut présenté par : Buskers à San Francisco ("Busker Alley" - Tommy Tune et la troupe); Master Class à Los Angeles (Scène avec Zoe Caldwell et Audra McDonald) ; Grease à Boston ("We Go Together" - La troupe) ; Hello, Dolly! à San Diego.

## Palmarès
| Meilleure pièce | Meilleure comédie musicale |
| --- | --- |
| - Love! Valour! Compassion! – Terrence McNally - Arcadia – Tom Stoppard - Having Our Say – Emily Mann - Les Parents terribles – Jean Cocteau | - Sunset Boulevard - Smokey Joe's Cafe |
| Meilleure reprise d'une pièce | Meilleure reprise d'une comédie musicale |
| - The Heiress - Hamlet - The Molière Comedies - La Rose tatouée | - Show Boat - How to Succeed in Business Without Really Trying |
| Meilleur acteur dans une pièce | Meilleure actrice dans une pièce |
| - Ralph Fiennes – Hamlet dans le rôle de Hamlet - Brian Bedford – The Molière Comedies dans le rôle de Sganarelle - Roger Rees – Les Parents terribles dans le rôle de George - Joe Sears – A Tuna Christmas dans le rôle de plusieurs personnages                                                   | - Cherry Jones – The Heiress dans le rôle de Catherine Sloper - Mary Alice – Having Our Say dans le rôle de Bessie Delany - Eileen Atkins – Les Parents terribles dans le rôle de Léonie - Helen Mirren – Un mois à la campagne dans le rôle de Natalia Petrovna                     |
| Meilleur acteur dans une comédie musicale | Meilleure actrice dans une comédie musicale |
| - Matthew Broderick – How to Succeed in Business Without Really Trying dans le rôle de J. Pierrepont Finch - Alan Campbell – Sunset Boulevard dans le rôle de s Joe Gillis - Mark Jacoby – Show Boat dans le rôle de Gaylord Ravenal - John McMartin – Show Boat dans le rôle de Cap'n Andy          | - Glenn Close – Sunset Boulevard dans le rôle de Norma Desmond - Rebecca Luker – Show Boat dans le rôle de Magnolia Hawks |
| Meilleur acteur de second rôle dans une pièce | Meilleure actrice de second rôle dans une pièce |
| - John Glover – Love! Valour! Compassion! dans le rôle de John et James Jeckyll - Stephen Bogardus – Love! Valour! Compassion! dans le rôle de Gregory Mitchell - Anthony Heald – Love! Valour! Compassion! dans le rôle de Perry Sellars - Jude Law – Les Parents terribles dans le rôle de Michael | - Frances Sternhagen – The Heiress dans le rôle de Lavinia Penniman - Suzanne Bertish – The Molière Comedies dans le rôle de Lisette/Femme de Sganerelle - Cynthia Nixon – Les Parents terribles dans le rôle de Madeleine - Mercedes Ruehl – The Shadow Box dans le rôle de Beverly |
| Meilleur acteur de second rôle dans une comédie musicale | Meilleure actrice de second rôle dans une comédie musicale |
| - George Hearn – Sunset Boulevard dans le rôle de Max Von Mayerling - Michel Bell – Show Boat dans le rôle de Joe - Joel Blum – Show Boat dans le rôle de Frank - Victor Trent Cook – Smokey Joe's Cafe dans le rôle de plusieurs personnages                                                        | - Gretha Boston – Show Boat dans le rôle de Queenie - Brenda Braxton – Smokey Joe's Cafe dans le rôle de plusieurs personnages - B.J. Crosby – Smokey Joe's Cafe dans le rôle de plusieurs personnages - DeLee Lively – Smokey Joe's Cafe dans le rôle de plusieurs personnages      |
| Meilleur livret de comédie musicale | Meilleure partition originale |
| - Sunset Boulevard – Don Black et Christopher Hampton - Pas de nommés | - Sunset Boulevard – Andrew Lloyd Webber (musique), Don Black et Christopher Hampton (paroles) - Pas de nommés |
| Meilleurs décors | Meilleurs costumes |
| - John Napier – Sunset Boulevard - John Lee Beatty – The Heiress - Stephen Brimson Lewis – Les Parents terribles - Mark Thompson – Arcadia | - Florence Klotz – Show Boat - Jane Greenwood – The Heiress - Stephen Brimson Lewis – Les Parents terribles - Anthony Powell – Sunset Boulevard |
| Meilleures lumières | Meilleure chorégraphie |
| - Andrew Bridge – Sunset Boulevard - Beverly Emmons – The Heiress - Mark Henderson – Les Parents terribles - Paul Pyant – Arcadia | - Susan Stroman – Show Boat - Bob Avian – Sunset Boulevard - Wayne Cilento – How to Succeed in Business Without Really Trying - Joey McKneely – Smokey Joe's Cafe |
| Meilleure mise en scène pour une pièce | Meilleure mise en scène pour une comédie musicale |
| - Gerald Gutierrez – The Heiress - Emily Mann – Having Our Say - Joe Mantello – Love! Valour! Compassion! - Sean Mathias – Les Parents terribles | - Harold Prince – Show Boat - Des McAnuff – How to Succeed in Business Without Really Trying - Trevor Nunn – Sunset Boulevard - Jerry Zaks – Smokey Joe's Cafe |

## Autres récompenses
Le Regional Theatre Tony Award a été décerné à Goodspeed Opera House, le Tony Honors for Excellence in Theatre à National Endowment for the Arts, le Special Tony Award à Carol Channing et Harvey Sabinson.